# 凯莉·卡特赖特
凯莉·卡特赖特（英語：Kelly Cartwright，1989年4月22日—），澳大利亚女子田径运动员。她曾代表澳大利亚参加2008年和2012年夏季残疾人奥林匹克运动会田径比赛，获得一枚金牌和一枚银牌。